# Île Podestá
L'île Podestá est une île fantôme qui serait située aux coordonnées 32° 14′ S, 89° 08′ O, selon le capitaine Pinocchio du vaisseau Barone Podestà en 1879, qui rapporte qu’une île d’un kilomètre de circonférence est située à 1 390 kilomètres à l’ouest de Valparaíso au Chili. Elle avait précédemment été localisée à 900 milles à l’ouest de la côte chilienne. L’île a été située incorrectement sur les cartes jusqu’en 1935 où elle en a été retirée. Certains navigateurs rapportent l'avoir aperçue, et même photographiée, comme le rapporte l'équipage du voilier Le Kalliste en 2007, donnant pour coordonnées 32° 29′ S, 89° 13′ O,.
Google Earth indique sa position à 32° 18′ 01,74″ S, 89° 08′ 07,05″ O, mais il peut s’agir d’une plaisanterie.
Une autre île à proximité de l’île de Pâques a été aperçue en 1912 mais n’a plus été observée depuis. L’île Sarah Ann, au nord-ouest de l’île de Pâques, a également été retirée des cartes après qu’une recherche en 1932 fut restée infructueuse. 
Podestà signifie « maire » ou "premier magistrat de la ville" en italien. Le Podestà régnait sur la cité au XIIIe et XIVe siècle et était souvent un étranger venu d'une cité voisine.